# Critérium du Dauphiné libéré 1972
La 24e édition du Critérium du Dauphiné libéré a eu lieu du 30 mai au 4 juin 1972. Elle a été remportée par l'Espagnol Luis Ocana. Il devance au classement général Bernard Thévenet et Lucien Van Impe.	

## Classement général final
| Rang | Vainqueur        | Équipe | Pays     | Temps            |
| ---- | ---------------- | ------ | -------- | ---------------- |
| 1er  | Luis Ocana       |        | Espagne  | 26 h 20 min 11 s |
| 2e   | Bernard Thévenet |        | France   | 3 min 5 s        |
| 3e   | Lucien Van Impe  |        | Belgique | 5 min 25 s       |
| 4e   | Mariano Martinez |        | Espagne  | 7 min 20 s       |
| 5e   | Yves Hézard      |        | France   | 7 min 20 s       |
| 6e   | Robert Bouloux   |        | France   | 8 min 28 s       |
| 7e   | Raymond Poulidor |        | France   | 8 min 35 s       |
| 8e   | Ventura Diaz     |        | Espagne  | 9 min 44 s       |
| 9e   | Agustin Tamames  |        | Espagne  | 9 min 53 s       |
| 10e  | Gérard Moneyron  |        | France   | 9 min 53 s       |

## Étapes
| Étape      | Date   | Villes étapes                       | type                         | Distance (km) | Vainqueur d'étape   | Leader du classement général |
| ---------- | ------ | ----------------------------------- | ---------------------------- | ------------- | ------------------- | ---------------------------- |
| Prologue   | 30 mai | Chalon-sur-Saône – Chalon-sur-Saône | contre-la-montre par équipes | 7,2           | Peugeot-BP-Michelin |                              |
| 1re étape  | 31 mai | Montceau-les-Mines – Saint-Étienne  |                              | 244           | Roger Pingeon       | Roger Pingeon                |
| 2e étape   | 1 juin | Saint-Étienne – Bourg-en-Bresse     |                              | 190           | Frans Verbeeck      | Roger Pingeon                |
| 3e étape   | 2 juin | Bourg-en-Bresse – Chambéry          |                              | 205           | Robert Bouloux      | Robert Bouloux               |
| 4e a étape | 3 juin | Chambéry – Grenoble                 |                              | 68            | Luis Ocaña          | Luis Ocaña                   |
| 4e b étape | 3 juin | Valence – Romans-sur-Isère          |                              | 95            | Cyrille Guimard     | Luis Ocaña                   |
| 5e a étape | 4 juin | Valence – Crest                     | contre-la-montre individuel  | 31,5          | Luis Ocaña          | Luis Ocaña                   |
| 5e b étape | 4 juin | Crest – Avignon                     |                              | 157           | Régis Delépine      | Luis Ocaña                   |